# 008 operazione ritmo
008 operazione ritmo è un film di genere musicarello del 1965 diretto da Tullio Piacentini. Il titolo del film costituisce un'evidente parodia della serie cinematografica in voga all'epoca concernente l'Agente 007.

## Produzione
Girato a Roma, è stato prodotto dalla ASACAM, una società di produzione cinematografica costituita all'uopo e che produsse nel medesimo anno altri due film musicarello di Piacentini, Questi pazzi, pazzi italiani (uscito subito dopo) e Viale della canzone distribuito precedentemente.
La pellicola, messa in circolazione il 25 aprile 1965, si basa su una veloce carrellata di canzoni di musica leggera interpretate da cantanti e gruppi dell'epoca.
A fare da fil rouge fra un brano e l'altro sono delle vignette umoristiche animate di Kriss (operatore ai disegni animati Roberto Forges Davanzati; animazioni: Jet).